# おやべホワイトラーメン

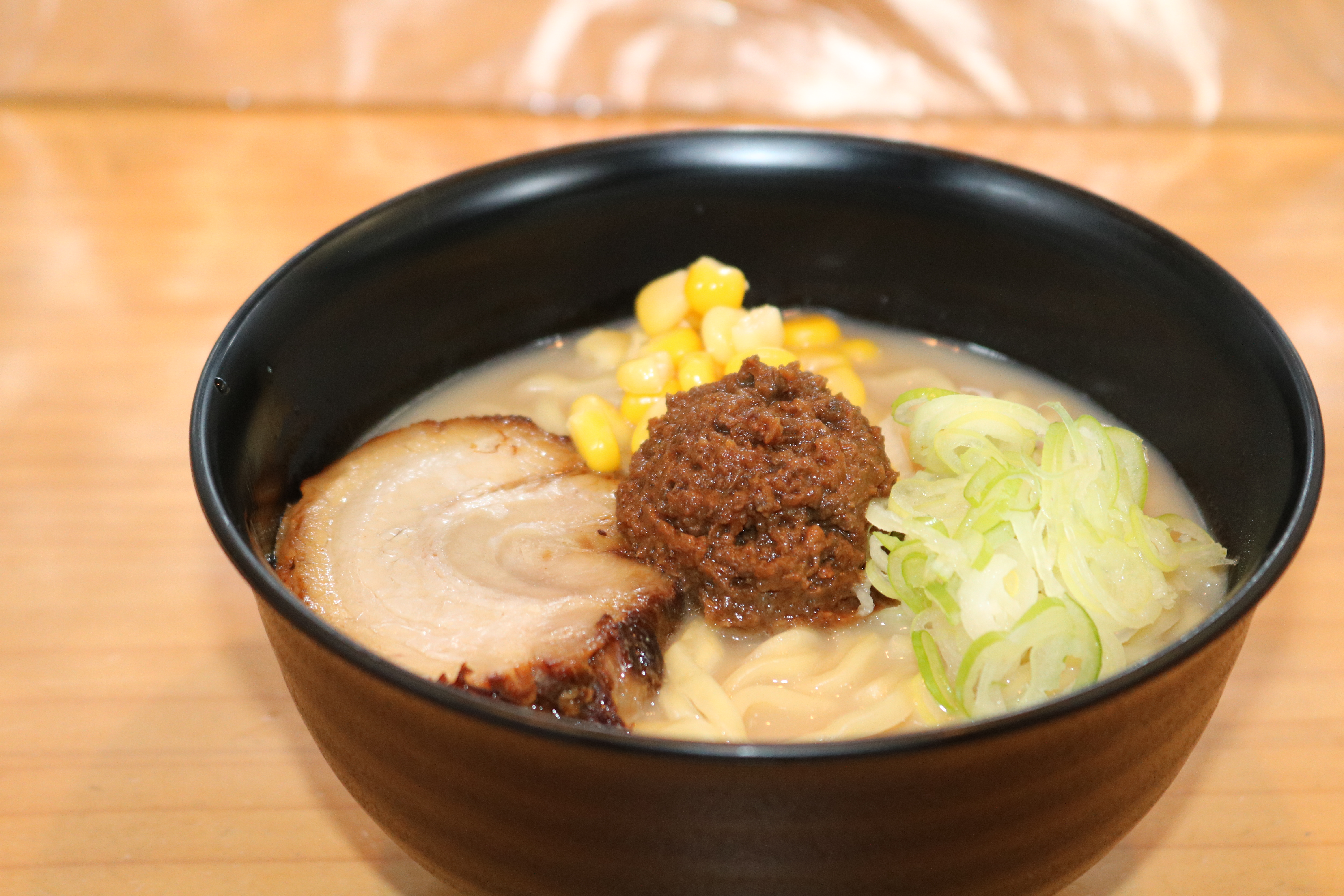
おやべホワイトラーメン

おやべホワイトラーメンとは、富山県小矢部市で、地域おこしの一環として考案され、提供されているご当地ラーメンである。

## 概要
全国的に知名度が高い富山ブラックに対抗すべく入善町商工会青年部の有志が2010年に入善ブラウンラーメンを考案した。この活動に触発され、2012年に小矢部市商工会青年部が、市のご当地グルメ研究開発事業の委託を受けて開発したラーメンがおやべホワイトラーメンである。
おやべホワイトラーメンは市内の飲食店30店舗以上で提供され、市内のスーパーでも販売されている。ファミリーマートからは、北陸地区限定で「冷しホワイトラーメン」も発売された。
入善町、小矢部市、高岡市では、それぞれ色の名前の入ったご当地ラーメンを開発しており、「カラーラーメンによる地域おこし」という共通の目標に対し、これらのご当地ラーメンを全国にPRする富山県カラーらーめん協議会を2014年夏に結成した。

## 定義
おやべホワイトラーメンを名乗るには以下の条件がある。
- 白い豚骨スープを使用する。
- 肉味噌がトッピングされている。
- 小矢部産の食材を1つ以上使うこと。

## 提供されている店舗
- 道の駅メルヘンおやべ　フードコート「メルヘン田舎」
- チェリー
- 大湖